# Diego de Góngora
Diego de Góngora (Pamplona, 1570-Buenos Aires, 21 de mayo de 1623) fue un militar castellano que pertenecía a la Orden de Santiago y durante más de siete años había guerreado en la campaña de Flandes de la que regresó con una elogiosa recomendación del duque de Lerma. Con esos antecedentes, cuando Felipe III decidió dividir el territorio de la gobernación del Río de la Plata creando una sede administrativa en Asunción y otra en Buenos Aires, el 16 de diciembre de 1617 nombró a Diego de Góngora como primer gobernador de la gobernación del Río de la Plata.

## Biografía

### La gobernación
Zarpó de Castilla ya en 1618 con tres naves que transportaban contrabando, incluyendo esclavos, por la enorme suma de 300 000 ducados. La carga era ajena, el operaría ingresándola a Buenos Aires. Cuando la flotilla llegó a la bahía de Todos los Santos le llegaron noticias de que la operación había sido descubierta. Góngora argumentó primero que el cargamento era de uso personal pero, dado lo inverosímil de la excusa, optó por desembarcarlo en la bahía dejando que se hiciera cargo de transportarlo por tierra la red de contrabando.
El 17 de mayo de 1618 asumió la gobernación. Ni bien llegó, mandó apresar a Hernandarias, el anterior gobernador del Río de la Plata. No sólo lo apresó sino que vendió sus bienes y propiedades, esto en concurso con la red de contrabando establecida en la ciudad, a la que aquel había perseguido. De hecho, excluyendo a Hernandarias casi todos los gobernadores —y funcionarios, e incluso la iglesia— estuvieron comprometidos en mayor o menor grado con el contrabando y Góngora no fue una excepción.
Los principales contrabandistas —se los denominaba confederados— eran el sevillano Juan de Vergara, notario del Santo Oficio, y el portugués Diego de Vega. Fueron perseguidos por Hernandarias pero con Góngora se convirtieron en los verdaderos dueños de la ciudad. La fuerza del contrabando en Buenos Aires tenía connotaciones no sólo delictivas sino razones económicas profundas, originadas en las restricciones al comercio por parte de la Monarquía que favorecían los intereses de la península y, en segundo lugar, de Lima, en perjuicio del Alto Perú y Buenos Aires.
Góngora no se limitó a apoyar con entusiasmo el contrabando: en épocas en que la actividad corsaria comprometía los dominios españoles, insistió a las autoridades en que precisaba con urgencia recursos de armas, municiones y fondos extraordinarios dado que contaba con información que hacía prever inminentes ataques de corsarios holandeses. La información era falsa y fue simplemente un negociado más.

### El final
Ante el creciente escándalo, la Corona envió a investigar a Matías Delgado Flores, quien al poco tiempo calificó al gobernador de «señor y dueño absoluto de esta tierra». También afirmó «los contrabandistas están en todas partes, he de matar a todos los de esta ciudad» lo que dio un magnífico pie a que Góngora instruyera a Vergara para que como notario del Santo Oficio lo encausara y condenara. Finalmente la Audiencia de Charcas designó a su oidor, Alonso Pérez de Salazar, para que interviniera. Góngora evadió el arresto, refugiándose en casa de los jesuitas, donde murió dos años después. Como detalle, Góngora había encomendado a los jesuitas junto con los franciscanos la actividad misionera en la Banda Oriental —actual Uruguay—.
En el juicio de residencia, Góngora fue hallado culpable de permitir la introducción de más de 5000 negros esclavos y la salida ilegal de exportaciones de cueros. Ya muerto, el Consejo Real de Indias condenó a la familia de Góngora a pagar 23 050 ducados, gravando su herencia.
Juan de Vergara siguió su carrera.

## Curiosidades

### Yerba Mate
En los comienzos la difusión de la costumbre de tomar yerba mate preocupó a las autoridades eclesiásticas y civiles, llegando a estar prohibida. Eso incluía periódicas quemas públicas, azotes, etcétera. Góngora escribió puntualmente al respecto: «Hay en esta gobernación, generalmente en hombres y mujeres, un vicio abominable y sucio (...) con grandísimo daño de lo espiritual y temporal, porque quita totalmente la frecuencia del santísimo sacramento y hace a los hombres holgazanes, que es la total ruina de la tierra, y como es tan general temo que no se podrá quitar si Dios no lo hace». Efectivamente no se quitó y su uso fue general entre indios y criollos y fue uno de los puntales de la economía litoral y del Paraguay.

### Moriscos
Entre las purgas raciales y religiosas en España, estuvo en estas épocas la de los moriscos o maturrangos, descendientes de moros en mayor o menor grado de cuya adhesión a la religión se desconfiaba. En el reinado de Felipe III se expulsó a cientos de miles de moriscos, muchos de los cuales se refugiaron en estas tierras. Ya el gobernador Hernandarias lo notó e informó a la Corona.
Pero durante la gobernación de Góngora aumentó el «problema». Góngora informó al rey «que se multiplicaban los Moriscos en la pampa, con el constante aporte de náufragos, desertores del ejército, aparte de los que venían en barcos clandestinos que los traían cobrando una buena cantidad de dinero». Esta población hacía en general vida nómada, cazaban las vacas que recorrían libremente la pampa y en general tomó mujeres indias. Muchos autores consideran que el gaucho tuvo su origen en ellos.
| Predecesor: - | Gobernador del Río de la Plata 1618 - 1623 | Sucesor: Diego Páez de Clavijo (interino) |